# Mister Monde 2000
Mister Monde 2000 est le troisième concours mondial de beauté masculine Mister Monde. L’élection se déroula à Édimbourg (Écosse). Le titre a été remporté par l’Uruguayen Ignacio Kliche Longardi.

## Résultats
| Classement        | Candidats |
| ----------------- | --- |
| Mister Monde 2000 | - Uruguay - Ignacio Kliche Longardi |
| 1er dauphin       | - Allemagne - Marcello Barkowski |
| 2d dauphin        | - États-Unis - Dante Spencer |
| Finalistes        | - Bahamas - Neil Paris Dames - Croatie - Lav Stipic                                                                                     |
| Semi-finalistes   | - Argentine - Matias Beck - Brésil - Ramilio Zampiron - Liban - Omar Mehyo - Mexique - Guido Quiles - Venezuela - Alejandro Otero Lárez |

## Participants
- Allemagne - Marcello Barkowski
- Angola - Jorge Nelson Dos Santos Clemente
- Argentine - Matias Beck
- Bahamas - Neil Paris Dames
- Belgique - Maurizio Milazzo
- Bolivie - Wilson Rojas Cuellar
- Brésil - Ramilio Zampiron
- Bulgarie - Angel Bonev
- Colombie - Angel Ulloa Rodriguez
- Croatie - Lav Stipic
- Espagne - Manuel Roldan Garcia
- États-Unis - Dante Spencer
- Grèce - Christos Dimas
- Guatemala - Juan Pablo Olyslager
- Hong Kong -  Ming Lok Lam
- Irlande - Padraidh Hearns
- Israël - Eran Eliyahoo
- Liban - Omar Mehyo
- Mexique - Guido Quiles
- Philippines - Roderick Dilla Salvador
- Porto Rico - Frank Daniel Rodriguez Robles
- Royaume-Uni - Mark John Phoenix
- Russie - Yuri Yegorov
- Singapour - Lionel Loke Yee Lui
- Slovénie - Jurij Bradac
- Sri Lanka - Duminda De Silva
- Turquie - Senol Ipek
- Ukraine - Maxim Yali
- Uruguay - Ignacio Kliche Longardi
- Venezuela - Alejandro Otero Lárez
- RF Yougoslavie - Nikola Bogdanovic
- Zambie -  Kabanda Lilanda